# 1684 Ігуасу
1684 Іґуасу (1684 Iguassú) — астероїд головного поясу, відкритий 23 серпня 1951 року. Названий на честь водоспаду Іґуасу.
Тіссеранів параметр щодо Юпітера — 3,209.